# Gransholm
Gransholm är en bebyggelse i Öja socken, Växjö kommun. SCB avgränsade här från 1990 till 2023 en småort.
Här anlades 1790 ett finpappersbruk, senare även en papperförädlingsverk, från 1901 ägt av AB Gemla. 1930 hade pappersbruket 165 anställda. Bruket köptes av AB Sture Ljungdahl 1951 och var i drift till 1978.
På 1800-talet anlades även en klädesfabrik i Gransholm.